# Ciutat heroica de Novorossisk

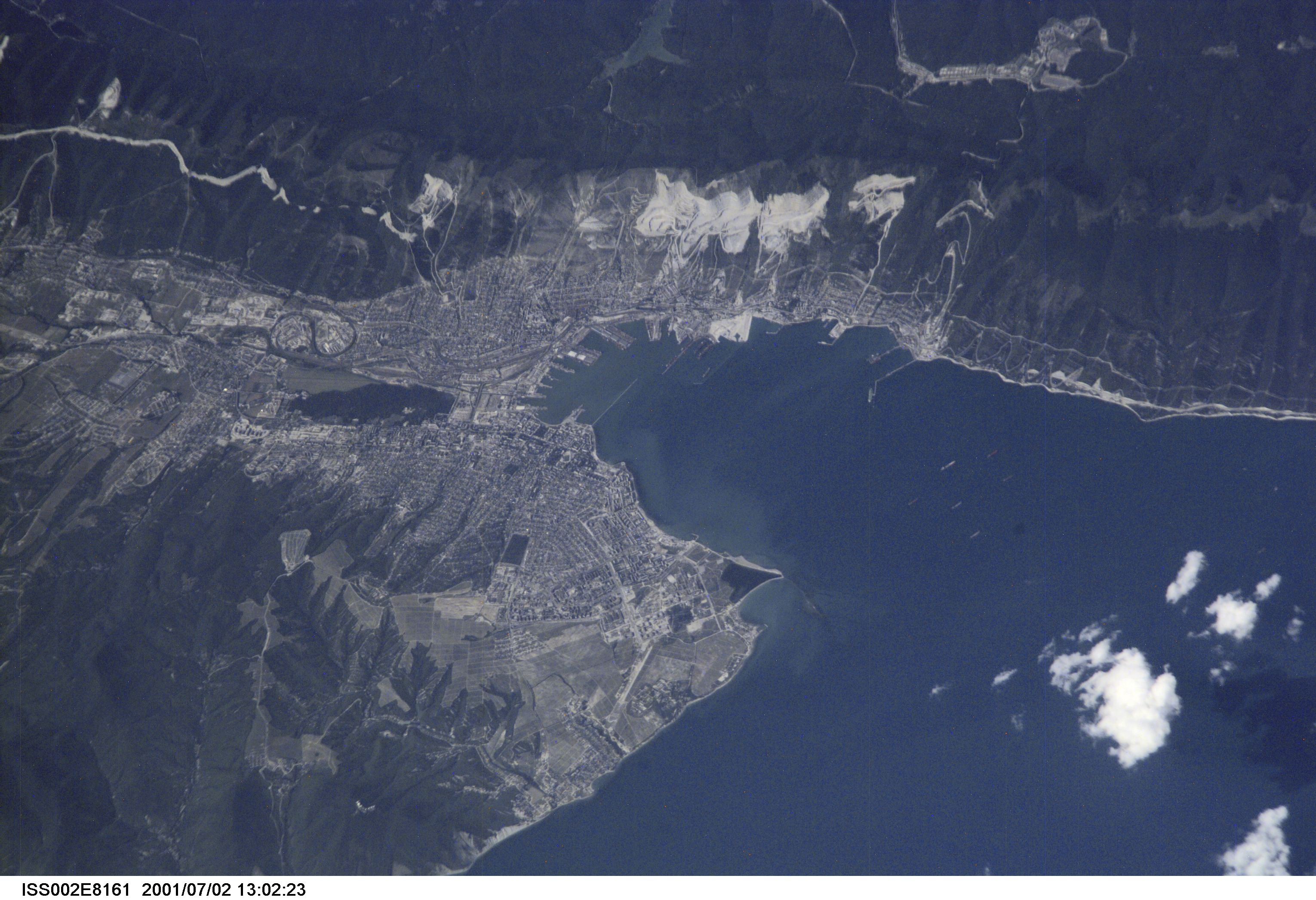
Vista de la badia de Tsemés.

La ciutat heroica de Novorossisk (en : Город-герой Новороссийск) és una de les set unitats municipals amb estatus de ciutat independent o ókrug urbà del krai de Krasnodar, a Rússia. Està situada a la zona sud-oest del krai. Limita al sud amb la mar Negra, a l'oest amb el raión de Anapa, al nord i al nord-est amb el raión de Krimsk i al sud-est amb el ókrug urbà de Gelendzhik. Comptava amb una població el 2010 de 298 253 habitants i una superfície de 835 km². El seu centre administratiu és Novorossisk.
Ocupa part de la península de Abrau i la vall del riu Tsemés. La seva vora oriental està banyat per les aigües de la badia de Tsemés de la mar Negra. Al nord-oest del raión neix el riu Gostagaika, a l'oest el Maskaga (constituent del riu Anapka) i el riu Sukó. Prop de l'extrem sud-est de la península es troba el riu Diursó i el llac Abrau. La cresta de la península de Abrau està formada per la serralada Navaguinski.

## Història
El 2005 com a resultat d'una reforma administrativa la ciutat de Novorossisk i els territoris subordinats a l'administració de la ciutat van ser units en la unitat municipal de la ciutat-heroica de Novorossisk. Els municipis de tipus rural van ser englobats en el raion de Novorossisk, dins de la unitat municipal.

## Demografia
| Any  | Població |
| ---- | -------- |
| 1959 | 112 147  |
| 1970 | 157 065  |
| 1979 | 188 240  |
| 1989 | 229 708  |
| 2002 | 281 036  |
| 2010 | 298 253  |

El 2010 el 81.13 % de la població era urbana 18.87 % de la població era rural.

## Divisió administrativa
| Districtes de la ciutat de Novorosíisk          | Poblacions* |
| ----------------------------------------------- | --- |
| Districte Vostotxni                             | |
| Districte Novorossiski                          | |
| Districte Tsentralni                            | |
| Districte Primorski                             | - seló Boríssovka - seló Vasílievka - seló Vladímirovka - seló Glébovskoie - seló Kirílovka - khútor Úbikh - seló Yúzhnaya Ozeréyevka          |
| Districte Yuzhni                                | |
| Municipis de tipus rural (Raión de Novorosíisk) | |
| Ókrug rural Natujayevski                        | - stanitsa Natukhàievskaia - khútor Léninski Put - khútor Semigorski                                                                           |
| Ókrug rural Rayevski                            | - stanitsa Raiévskaia - khútor Pobeda |
| Ókrug rural Mysjakski                           | - seló Miskhako - seló Fedótovka - seló Xirókaia Balka                                                                                         |
| Ókrug rural Abráu-Diursó                        | - seló Abrau-Diursó - seló Bolxie Khutorà - khútor Diursó - khútor Kamtxatka - Possiólok Lesnítxestvo Abrau-Diursó - seló Sévernaia Ozeréievka |
| Ókrug rural Verjnebakanski                      | - posiólok Verkhnebakanski - Khútor Gorni |
| Ókrug rural Gaidukski                           | - seló Gàiduk |

Els centres administratius estan ressaltats en negreta.

## Transport
Novorossisk és terminal ferroviària de la branca de Novorossisk a Krimsk, des d'on es connecta a Krasnodar, Slàviansk-na-Kubani i Port Kavkaz. Les principals carreteres del districte són la M25 Novorossisk-Port Kavkaz, cap al nord-oest, la M4 Do Moscou-Novorossisk, cap al sud-est i l'A146 Novorossisk-Krasnodar, al nord-est.
En Novorossisk hi ha un port, el principal rus de la mar Negra.